# I. Hugó champagne-i gróf
I. Hugó (1074. körül - 1126), Champagne grófja 1093-tól haláláig.

## Élete
III. Champagne-i Tibold, Blois grófja harmadik fia. Bátyja, V. Odo troyes-i gróf 1093-as halálával megörökölte annak troyes-i uradalmát, ahová eztán székhelyét tette. A troyes-i grófság mellett Hugó viselte a Vitry-le-François-i és Bar-sur-Aube-i grófi címeket és később ezek adták a Champagne-i Grófság magját. Ő maga preferálta a troyes-i grófi címet, de utóda már felvették a Champagne grófja címet.
Első feljegyzett cselekedete az 1094-es monostoradományozás. Legjelesebb cselekedete az volt, hogy 1115-ben Clairvaux-i Szent Bernát számára birtokot adományozott, ahol a szerzetes felépíthette kolostorát, a Clairvaux-i apátságot, melynek apátjául őt tette meg a gróf. 1125-ben Bernát egy személyes levélben köszönte meg Hugó támogatását.
Több alkalommal járt a Szentföldön, először 1104-1107 között, majd 1114-ben. 1124-ben csatlakozott az akkor még csupán maroknyi tagot számláló templomos rendhez, a rend első Nagymestere, Hugues de Payns a gróf vazallusa volt. 1125-ben a Szentföldre utazott, otthon hagyva második feleségét és kitagadva örökségéből meg nem született fiát. A grófságot unokaöccsére, Tiboldra hagyta. 1126-ban a Szentföldön esett el.

## Családja
Első felesége (1093, érvénytelenítve 1104-ben vérrokonság miatt) Constanze de France királyi hercegnő (1078 - 1126), I. Fülöp francia király király lánya. A házasság feltehetően nem volt sikeres, aminek egyik jele lehet, hogy 1102-ben Constanza és Hugó együtt adományozott birtokot a molesme-i apátságnak, amelyben Constanzát, mint hivatalos feleségét említik - feltehetően Hugónak volt egy nem hivatalos kapcsolata is. A házasságból egy gyermek született:
- Manasses (? - 1102 után), akit 1102-ben apja megemlít a birtokadományozási oklevélben, de sorsáról mást nem lehet tudni.

Második felesége (1110) Isabelle de Mâcon (kb. 1090 - 1125 után), István, Mâcon grófjának lánya. A házasságból feltehetően egy gyermek született:
- Odó (? - 1185 után)[5] A születése körüli gyanúk miatt Hugó nem fogadta el törvényes fiának és Odó nem is tett kísérletet arra, hogy hugó halála után birtokait örökölje.